# Carlhubbsia
Carlhubbsia ist eine zwei Arten umfassende Gattung der lebendgebärenden Zahnkarpfen aus dem südöstlichen Mexiko und Guatemala.

## Merkmale
Es handelt sich um kleinere Vertreter der lebendgebärenden Zahnkarpfen. Die Fische werden zwischen drei und sechs Zentimeter groß. Die Afterflosse der männlichen Tiere ist typisch für die Unterfamilie zu einem Gonopodium umgebildet, welches relativ lang ist. Die Fische sind unscheinbar bräunlichgrau bis graugelb gefärbt und besitzen mehrere dunkle Querstreifen auf den Körperseiten.
Carlhubbsia-Arten besiedeln in ihrer Heimat unterschiedliche Arten von fließenden und stehenden Gewässern, die reich an Vegetation sind.

## Systematik
Die nächstverwandte Gattung ist Quintana mit dem Glaskärpfling (Quintana atrizona) als einzigem Vertreter. Zusammen mit Quintana bildet Carlhubbsia eine basale Gruppe innerhalb des Tribus Poeciliini der lebendgebärenden Zahnkarpfen.
Der Name Carlhubbsia wurde zu Ehren des amerikanischen Ichthyologen Carl Leavitt Hubbs vergeben.

## Arten
Die Gattung Carlhubbsia umfasst folgende zwei Arten:
- Carlhubbsia kidderi (Hubbs, 1936) (Nadelkärpfling)
- Carlhubbsia stuarti Rosen & Bailey, 1959 (Stuarts Kärpfling)